# Amphidelus boa
Amphidelus boa är en rundmaskart som beskrevs av Andrassy 1968. Amphidelus boa ingår i släktet Amphidelus och familjen Alaimidae. Inga underarter finns listade i Catalogue of Life.